# Spirytus salicylowy
Spirytus salicylowy – 2% roztwór kwasu salicylowego w alkoholu etylowym i wodzie (2% kwasu salicylowego, 30% wody, 68% etanolu o stężeniu 96%). 
Stosowany jest do odkażania, gdyż kwas salicylowy wykazuje działanie antybakteryjne, chociaż może być drażniący – etanol ma działanie wysuszające na skórę.